# 細倉当百
細倉当百（ほそくらとうひゃく）とは、文久3年（1863年）仙台藩の細倉鉱山（現：宮城県栗原市）の山内通用として発行された大型鉛銭であり、幕末期の地方貨幣の一種である。

## 概要

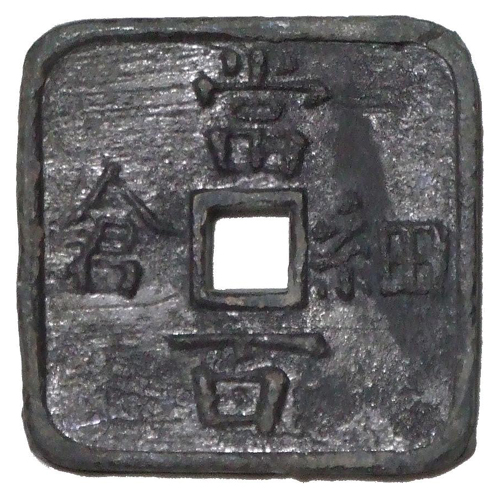
細倉當百

細倉当百は撫角の正方形、方孔の形状で一辺が約2寸（60ミリメートル）、量目（質量）は45～48匁（168～180グラム）程度の百文通用鉛銭であり、江戸時代の銭貨としては異例の大型のものであった。表面には「細倉當百」の銭文、裏面には「秀」の文字が鋳出されており、藤原秀衡の花押を模したとされ、藤原秀衡の時代に東北地方から豊富に金が産出したことから、これにあやかりたいとの鉱山関係者の願いが込められたものとされる。鉱山内の職人の給与支払いに当てられたという。なおこの銭貨の銭文の読み方は、他の多くの銭貨と異なり右左上下の順なので、「當百細倉」ではなく「細倉當百（細倉当百）」である。
細倉鉱山産の鉛を用いたことはほぼ確実と見られ、鉛同位体比測定の結果もそのことを支持している。
細倉マインパークの土産店では細倉當百最中（白餡とごま餡がある。昭栄堂が製造販売。一個74円）など、この銭を模したお菓子などが売られている。